# Tilapia-Teich-Virus
Das Tilapia-Teich-Virus (englisch Tilapia lake virus, TiLV; Spezies Tilapinevirus tilapiae, früher Tilapia tilapinevirus) gehört als bislang (Stand Mai 2024) einziges Virus zur Gattung Tilapinevirus, die wiederum ihrerseits die einzige in der Familie Amnoonviridae ist. Das Virus gilt als Verursacher der Tilapia-Teich-Viruskrankheit (engl. Tilapia lake virus disease, TiLVD), einer Erkrankung von Buntbarschen vor allem der Gattungen Sarotherodon und Oreochromis aus dem Formenkreis Tilapia. Das Virus wurde erstmals 2014 wissenschaftlich beschrieben und 2016 genauer – jedoch noch nicht abschließend – charakterisiert. Das International Committee on Taxonomy of Viruses (ICTV) hat für die Gattung eine eigene Familie Amnoonviridae eingerichtet (Stand November 2018), die nahe verwandt ist mit der wesentlich prominenteren Familie Orthomyxoviridae, zu denen das TiLV vorher vorschlagsmäßig gestellt wurde; beide Familien gehören zur Klasse Articulavirales.

## Merkmale
Das Genom des Virus besteht aus zehn RNA-Abschnitten (Segmenten) negativer Polarität, dessen größtes Segment Hinweise auf eine Homologie mit dem Segment PB1 des Influenzavirus C aufweist. Die übrigen neun Segmente lassen keine Homologien mit anderen wissenschaftlich beschriebenen Viren erkennen, jedoch weisen deren 5′- und 3′-Enden Merkmale anderer Orthomyxoviren auf.
Das Virus befällt ausschließlich Brackwasser- und Süßwasserfische und wird vorwiegend von Fisch zu Fisch übertragen, wobei Jungfische am anfälligsten zu sein scheinen; die Inkubationszeit beträgt fünf bis zehn Tage, wobei Fische, die die Infektion überleben, danach immun sind. Virusnachweise stammen insbesondere aus Augen, Gehirn und Leber infizierter Fische; die Schädigung der Augen kann zur Trübung und in schweren Verläufen zum Platzen der Linsen führen. Weitere Krankheitsmerkmale können Einblutungen im Bereich der Hirnhaut sowie Veränderungen der Beschaffenheit von Haut und Milz sein. Viruskulturen gelingen im Labor vorzugsweise in Gehirn-Zellen der betroffenen Arten.
Der erstmals 2014 aus Ecuador beschriebene Erreger der Syncytial Hepatitis of Tilapia (SHT) weist ebenfalls Merkmale der Familie der Orthomyxoviridae auf und ist teilweise genetisch homolog mit dem Tilapia-Teich-Virus; sichtbares Symptom dieser Erkrankung ist insbesondere Aszites, histologische Befunde sind vor allem Anreicherung von Lipoproteinen in den Leberzellen und Nekrose der Darmschleimhaut.

## Wirtschaftliche Bedeutung
Durch das Umsetzen von Fischen von Teich zu Teich kann das Virus verschleppt werden und in Aquakulturen großen Schaden anrichten; eine epidemische Ausbreitung des Virus führte laut Weltorganisation für Tiergesundheit (OIE) beispielsweise im Sommer 2017 auf den Philippinen zum Tod vom 100.000 Individuen der Art Oreochromis niloticus (Nilbuntbarsch, englisch auch „nile tilapia“). Meldungen über tödliche Infektionsgeschehen liegen ferner aus Israel (wo die ersten nachgewiesenen Erkrankungen auftraten), Peru, Ecuador, Kolumbien, Ägypten, Thailand, Indien, Malaysia und aus der Republik China (Taiwan) vor. (Stand: Februar 2018).
Die im Handel meist als Tilapia angebotenen tilapinen Buntbarsche umfassen mehr als 100 Arten und bilden laut Ernährungs- und Landwirtschaftsorganisation der Vereinten Nationen (FAO) nach den Karpfen die weltweit größte Gruppe von Zuchtfischen mit einer Jahresproduktion (2014) von 4,5 Millionen Tonnen. In Ägypten belief sich allein im Sommer 2015 der wirtschaftliche Schaden infolge verbreiteter Infektionen auf rund 100 Millionen US-Dollar. Trotz dieser wirtschaftlichen Bedeutung wurde die Viruserkrankung bislang nicht in den Aquatic Animal Health Code der OIE aufgenommen. (Stand: Oktober 2021)